# Torneo di pallacanestro maschile NCAA Division I 1949
Il Torneo di pallacanestro maschile NCAA Division I 1949 si disputò dal 18 marzo al 26 marzo 1949. Si trattò dell'undicesima edizione del torneo.
Vinsero il titolo i Kentucky Wildcats per la seconda stagione consecutiva. Alex Groza venne riconfermato Most Outstanding Player.

## Risultati
|  | Quarti di finale | Quarti di finale         | Quarti di finale         |                 |                   | Semifinali | Semifinali | Semifinali |  |  | Finale nazionale | Finale nazionale  | Finale nazionale |
|  |                  |                          |                          |                 |                   |            |            |            |  |  |                  |                   |                  |
|  |                  | Kentucky Wildcats        | 85                       |                 |                   |            |            |            |  |  |                  |                   |                  |
|  |                  | Villanova Wildcats       | 72                       |                 |                   |            |            |            |  |  |                  |                   |                  |
|  |                  | Villanova Wildcats       | 72                       |                 | Kentucky Wildcats | 76         |            |            |  |  |                  |                   |                  |
|  |                  |                          |                          |                 | Kentucky Wildcats | 76         |            |            |  |  |                  |                   |                  |
|  |                  |                          | Illinois Fighting Illini | 47              |                   |            |            |            |  |  |                  |                   |                  |
|  |                  | Yale Bulldogs            | Illinois Fighting Illini | 47              | 67                |            |            |            |  |  |                  |                   |                  |
|  |                  | Yale Bulldogs            |                          |                 | 67                |            |            |            |  |  |                  |                   |                  |
|  |                  | Illinois Fighting Illini | 71                       |                 |                   |            |            |            |  |  |                  |                   |                  |
|  |                  |                          |                          |                 |                   |            |            |            |  |  |                  | Kentucky Wildcats | 46               |
|  |                  |                          |                          | Okl. A&M Aggies | 36                |            |            |            |  |  |                  |                   |                  |
|  |                  | Okl. A&M Aggies          | 40                       |                 |                   |            |            |            |  |  |                  |                   |                  |
|  |                  | Wyoming Cowboys          | 39                       |                 |                   |            |            |            |  |  |                  |                   |                  |
|  |                  | Wyoming Cowboys          | 39                       |                 | Okl. A&M Aggies   | 55         |            |            |  |  |                  |                   |                  |
|  |                  |                          |                          |                 | Okl. A&M Aggies   | 55         |            |            |  |  |                  |                   |                  |
|  |                  |                          | Oregon St. Beavers       | 30              |                   |            |            |            |  |  |                  |                   |                  |
|  |                  | Ark. Razorbacks          | Oregon St. Beavers       | 30              | 38                |            |            |            |  |  |                  |                   |                  |
|  |                  | Ark. Razorbacks          |                          |                 | 38                |            |            |            |  |  |                  |                   |                  |
|  |                  | Oregon St. Beavers       | 56                       |                 |                   |            |            |            |  |  |                  |                   |                  |

### Finale nazionale
| Arbitri: | Hal Lee Tim McCullough |

|             |            |            |
| Groza 25    | Punti      | 12 Shelton |
| Adolph Rupp | Allenatori | Henry Iba  |

| Campione NCAA 1949          |
| --------------------------- |
| Kentucky Wildcats 2º titolo |

## Formazione vincitrice
|    | Naz.                   | Ruolo | Sportivo        |  |  |  |  |
| -- | ---------------------- | ----- | --------------- |  |  |  |  |
| 5  | Stati Uniti (bandiera) |       | Johnny Stough   |  |  |  |  |
| 12 | Stati Uniti (bandiera) |       | Ralph Beard     |  |  |  |  |
| 13 | Stati Uniti (bandiera) |       | Roger Day       |  |  |  |  |
| 14 | Stati Uniti (bandiera) |       | Garland Townes  |  |  |  |  |
| 15 | Stati Uniti (bandiera) |       | Alex Groza      |  |  |  |  |
| 18 | Stati Uniti (bandiera) |       | Dale Barnstable |  |  |  |  |
| 19 | Stati Uniti (bandiera) |       | Walter Hirsch   |  |  |  |  |
| 23 | Stati Uniti (bandiera) |       | Cliff Barker    |  |  |  |  |
| 25 | Stati Uniti (bandiera) |       | Jim Line        |  |  |  |  |
| 26 | Stati Uniti (bandiera) |       | Bob Henne       |  |  |  |  |
| 27 | Stati Uniti (bandiera) |       | Wah Wah Jones   |  |  |  |  |
| 31 | Stati Uniti (bandiera) |       | Joe Hall        |  |  |  |  |

- Allenatore:  Adolph Rupp
- Vice-allenatore: Harry Lancaster